# Desarrollo del canon del Antiguo Testamento
Para el canon judío, consulte Desarrollo del canon de la Biblia Hebrea. Para el canon del Nuevo Testamento, consulte Desarrollo del canon del Nuevo Testamento.
El Antiguo Testamento es la primera sección del canon cristiano bíblico de dos partes, que incluye los libros de la Biblia hebrea o protocanónicos y en algunas denominaciones cristianas también incluye varios libros deuterocanónicos. Martín Lutero, quien sostuvo a los antiguos precedentes judíos, excluye a los libros deuterocanónicos del Antiguo Testamento de su traducción de la Biblia (el denominado canon de Lutero), colocándolos en una sección que tituló «apócrifos» (libros no considerados iguales a las Escrituras, pero que son útiles y buenos para leer), diferente al canon que se afirmaría en el concilio de Trento. Otras iglesias también difirieron sobre la canonicidad de ciertos libros. Como resultado, los cristianos ortodoxos, católicos y protestantes utilizan diferentes cánones, que difieren con respecto a los textos que se incluyen en el Antiguo Testamento y con respecto a los Antilegomena del Nuevo Testamento.
Las diferencias entre la Biblia hebrea y otras versiones de la Torá hebrea o Antiguo Testamento como el Pentateuco samaritano, el siríaco, latín, griego, ge'ez y otros cánones, son más sustanciales. Muchos de estos cánones incluyen libros e incluso secciones de libros que los otros no hacen.
Siguiendo la doctrina de Jerónimo Veritas Hebraica (verdad del hebreo), el Antiguo Testamento protestante se compone de los mismos libros como la Biblia hebrea, pero con un orden y una división de los libros diferentes. Los protestantes numeran los libros del Antiguo Testamento como 39, mientras que la numeración del judaísmo de los mismos libros es 24. Esto se debe a que el judaísmo considera a Samuel, Reyes y Crónicas formando un libro cada uno, el grupo de los 12 profetas menores en un solo libro, y también considera a Esdras y Nehemías como un solo libro. Además, la Biblia del judaísmo es específicamente el Texto Masorético. Algunas traducciones protestantes de la Biblia hebrea a menudo traducen los textos desde la Septuaginta. También existe controversia en cuanto a si el Canon de Trento es exactamente el mismo que el de Cartago y Hipona.[cita requerida]

### La división judía del Tanaj

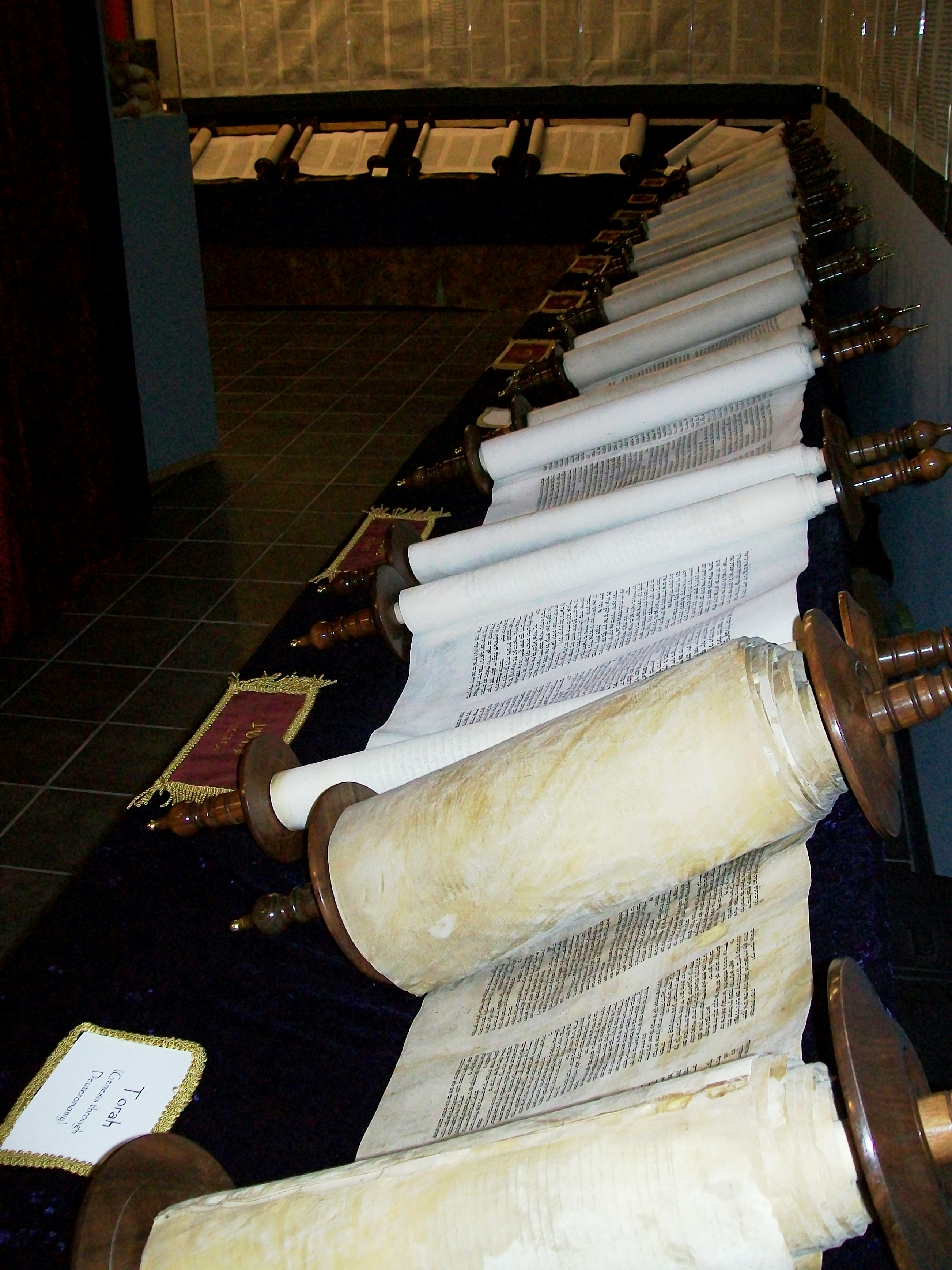
Conjunto completo de rollos, lo que constituye toda la Tanaj.

### Josefo sobre el canon de la Biblia hebrea

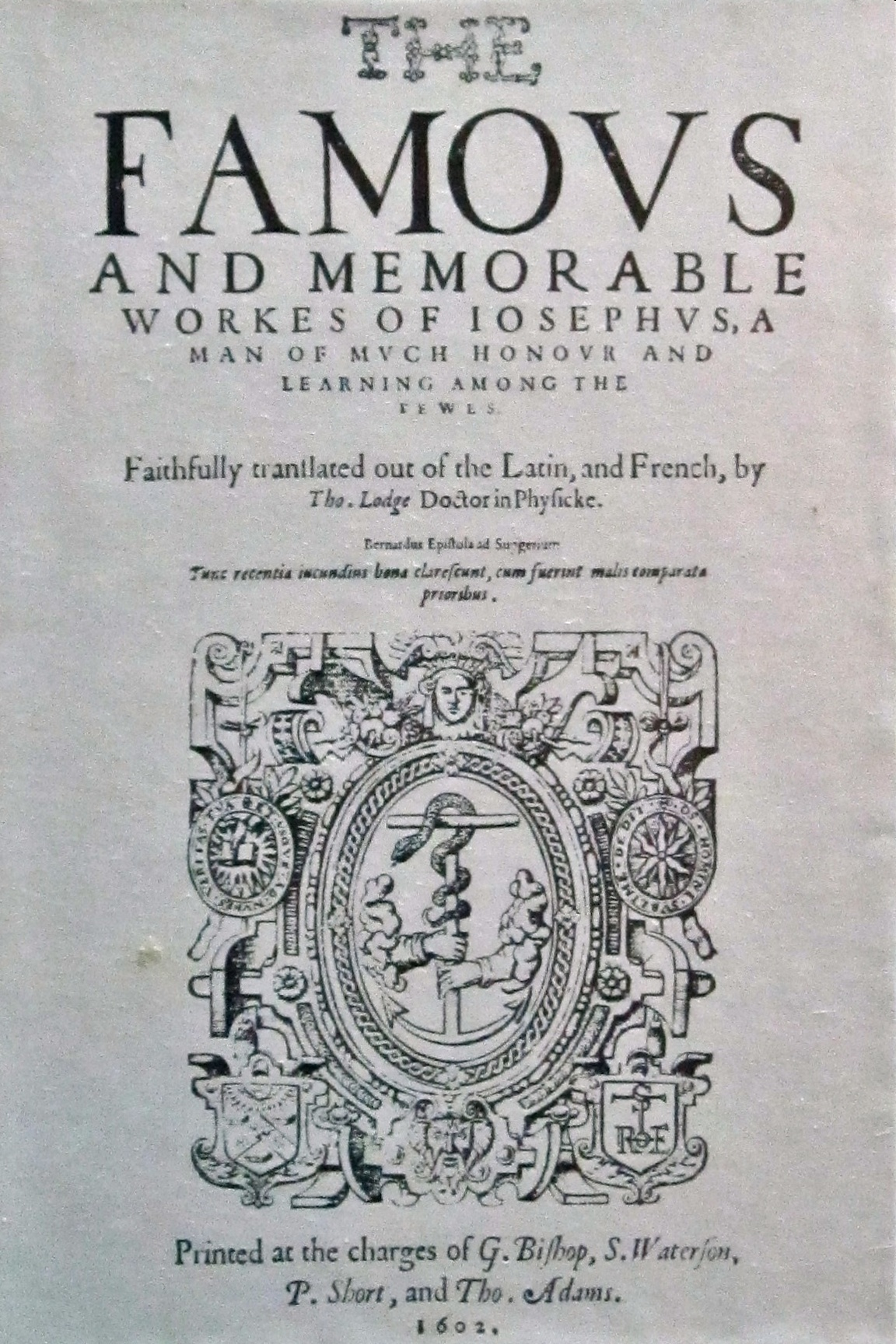
Las obras de Josefo, traducidas por Thomas Lodge (1602).

## Septuaginta

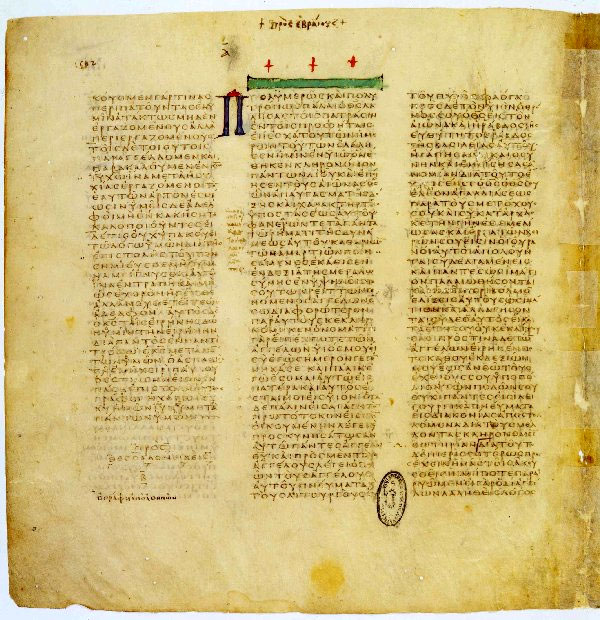
La Septuaginta: Una página del Codex Vaticanus Graecus 1209, la base de la traducción al inglés de Sir Lancelot Brenton.

## Marción

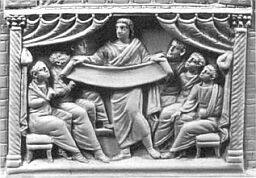
Marción desplegando su canon. En este, rechazaba todos los libros del Antiguo Testamento y varios del Nuevo.